# Stathmonotus tekla
Stathmonotus tekla är en fiskart som beskrevs av Nichols, 1910. Stathmonotus tekla ingår i släktet Stathmonotus och familjen Chaenopsidae. Inga underarter finns listade i Catalogue of Life.